# Pseudomasaris marginalis
Pseudomasaris marginalis är en stekelart som först beskrevs av Cresson 1864.  Pseudomasaris marginalis ingår i släktet Pseudomasaris och familjen Masaridae. Inga underarter finns listade i Catalogue of Life.